# Mompati Merafhe
Mompati Merafhe, né le 6 juin 1936 à Serowe et mort le 7 janvier 2015 à Gaborone, est un homme politique botswanais.

## Biographie
Merafhe est député pour la circonscription de Mahalapye Ouest et ministre des Affaires étrangères de 1994 au 1er avril 2008, date à laquelle il devient vice-président de la République. Contrairement à la tradition politique botswanaise qui veut que le vice-président devienne président de la République, le nouveau chef de l'État, Seretse Ian Khama, indique, lors de son investiture, que Merafhe ne lui succédera pas en 2018. Il quitte en effet ses fonctions le 31 juillet 2012 et est remplacé par Ponatshego Kedikilwe.